# Касапли
Касапли (на гръцки: Υψηλό, Ипсило, катаревуса Υψηλόν, Ипсилон, до 1927 година Κασαπλή, Касапли) е село в Гърция, част от дем Доксат на област Източна Македония и Тракия.

## География
Селото се намира в Драмското поле на 15 километра източно от град Драма, на 210 m надморска височина в западното подножие на Урвил.

## История
До 1923 година Касапли е голямо турско село.
В 1923 година, по силата на Лозанския договор, турското му население е изселено в Турция и на негово място са настанени стотина бежански семейства с 305 души. В 1928 година Ипсило е чисто бежанско село със 133 бежански семейства и 565 души бежанци. В 1953 година Касапли е прекръстено на Ипсилон.
Жителите произвеждат тютюн, жито и други земеделски култури, като се занимават и със скотовъдство.
| Година    | 1913 | 1920 | 1928 | 1940 | 1951 | 1961 | 1971 | 1981 | 1991 | 2001 | 2011 | 2021 |
| --------- | ---- | ---- | ---- | ---- | ---- | ---- | ---- | ---- | ---- | ---- | ---- | ---- |
| Население | 310  | 229  | 305  | 312  | 333  | 283  | 158  | 101  | 71   | 53   | 50   | 42   |